# Nadežda Sergeevna Allilueva
Nadežda Sergeevna Allilueva (Tbilisi, 22 settembre 1901 – Mosca, 9 novembre 1932) è stata la seconda moglie di Iosif Stalin - (Ex capo del Governo dell'Unione Sovietica).

## Biografia
Nadežda Sergeevna Allilueva o Allilujeva (Надежда Сергеевна Аллилуева) era la figlia del rivoluzionario Sergei Alliluev e della moglie Ol'ga. Incontrò Stalin per la prima volta ancora bambina, poiché suo padre Sergei Alliluyev offrì riparo al giovane Stalin in occasione della fuga dalla prigione avvenuta nel 1908. Dopo la rivoluzione, Nadežda fu impiegata di fiducia nell'ufficio di Lenin.
La coppia si sposò nel 1919, quando Stalin aveva già 40 anni. Dal matrimonio nacquero due figli: Vasilij Džugašvili (1921-1962) e Svetlana Allilueva (1926-2011).

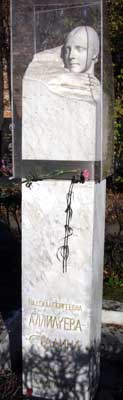
La tomba al cimitero Novodevičij

### Le circostanze della morte
L'8 novembre 1932, in occasione dell'anniversario della rivoluzione, fu dato un banchetto al Cremlino, durante il quale Stalin fu estremamente scortese nei confronti di sua moglie. Le versioni dell'accaduto sono diverse: alcuni hanno riferito che il dittatore arrivò anche a gettare su di lei una sigaretta accesa. Nadežda lasciò la cena e si ritirò nella sua stanza, accompagnata dalla Molotova, che riferì di averla lasciata più tardi ormai tranquillizzata. Come è emerso dalla testimonianza resa dopo la morte di Stalin da Nikolaj Vlasik, capo della sua scorta, quella notte Nadežda telefonò alle guardie del corpo chiedendo del marito e l'ufficiale in servizio le rispose che non era al Cremlino ma nella sua dacia fuori città in compagnia della moglie di Gusev. Il giorno dopo Nadežda Allilueva fu trovata morta, uccisa da un colpo di revolver. Aveva 31 anni.
È sepolta al cimitero di Novodevičij.